# بلاسوم (تگزاس)
بلاسوم، تگزاس(به انگلیسی: Blossom, Texas) شهری در ایالت تگزاس از ایالات جنوبی ایالات متحده آمریکا است. در سرشماری سال ۲۰۰۰، جمعیت این شهر ۱۴۳۹ نفر اعلام شد.